# Noisia
Noisia, zapis stylizowany: NOISIΛ (VISION obrócone o 180°) – holenderski tercet tworzący muzykę drum and bass, założony w 2000 roku w Groningen w Holandii.Swój pierwszy singiel grupa wydała w 2003 roku. W latach 2010 i 2016 wydali dwa albumy studyjne, a w 2013 jeden album kolaboracyjny z hip-hopową grupą Foreign Beggars. W tym samym roku nagrali również ścieżkę dźwiękową do gry „DmC: Devil May Cry”. Zespół zapowiedział zakończenie działalności w 2020, jednak ze względu na komplikacje związane z pandemią COVID-19 finałowe występy zostały przesunięte na grudzień 2021. 

## Dyskografia
- Split the Atom (2010)
- DmC: Devil May Cry Soundtrack (2013)
- I Am Legion (2013) (wraz z Foreign Beggars)
- Outer Edges (2016)

Minialbumy
- Monster EP (2005)
- Block Control EP (2005)
- Split the Atom EP (2010)
- Imperial EP (2012)
- Purpose EP (2014)